# Woodwardörn
Woodwardörn (Amplibuteo woodwardi) är en förhistorisk utdöd fågel i familjen hökartade rovfåglar inom ordningen hökfåglar.

## Tidigare förekomst och kännetecken
Woodwardörnen förekom i Nordamerika och Västindien under sen pleistocen. Den är en av de största rovfåglar som någonsin funnits, med en uppskattad längd av 125-140 cm, mycket större än någon nu levande örn. Moaörnen var av liknande storlek, men var troligen mer robust och kortvingad än woodwardörnen. Woodwardörnen verkar ha jagat i öppen terräng och levt på små däggdjur och reptiler.

## Namn
Fågelns svenska och vetenskapliga artnamn hedrar den engelske paleontologen Sir Arthur Smith Woodward.